# Extraordinary Ways
Extraordinary Ways es el segundo álbum del grupo canadiense de música electrónica Conjure One. Publicado en agosto del 2005 fue llevado a cabo por Rhys Fulber quién encabeza el proyecto. 

## Listado de canciones
1. "Endless Dream"- 4:30
  - letra y voz por Jane, a.k.a. Poe, música por Fulber.
2. "Face the Music" - 4:35
  - voz por Tiff Lacey, letras por Peter Wright/Tiff Lacey, música por Fulber.
3. "Pilgrimage" - 6:48
  - voz por Joanna Stevens (de Solar Twins) y Leah Randi, música por Fulber.
4. "One Word" - 4:40
  - letras y voz por Jane, música por Fulber.
5. "I Believe" - 6:07 (versión de Buzzcocks)
  - letra y voz por Shelley, música por Fulber
6. "Beyond Being" - 7:07
  - voz por Leah Randi, música por Fulber.
7. "Extraordinary Way" - 4:40
  - letra y voz por Jane, música por Elliott/Fulber.
8. "Dying Light" - 6:45
  - voz por Joanna Stevens, música por Fulber/Stevens.
9. "Forever Lost" - 4:46
  - voz por Chemda, letra por Holmes, música por Fulber.
10. "Into the Escape" - 4:15
  - voz por Chemda, música por Fulber.

### Canciones adicionales de iTunes Music Store
1. "Extraordinary Way" (Antillas Mix - C1 Radio Edit) - 3:45

## Sencillos
Cada sencillo fue publicado en formato de 12" y/o CD. Incluían una serie de remezclas que se enumeran a continuación.

### "Extraordinary Way" (2005)
12" y sencillo en CD.
- Album version
- Antillas remix
- Low End Specialists remix

### "Face the Music" (2006)
Solo sencillo en CD.
- Redanka remix
- Kaskade club mix
- Reloaded mix by Jaded Alliance

Single promocional only:
- Erick Muise remix

#### Concurso de remezclas
ACIDplanet.com publicó todas las versiones de «Face the music» en un concurso de remezclas que tuvo lugar desde diciembre del 2005 hasta enero del 2006. La remezcla ganadora del concurso, hecha por Erick Muise se incluyó en el sencillo en CD promocional de «Face the music».

## Lista de ventas
Sencillos - Billboard (Norteamérica)
| Año  | Sencillo            | Lista de ventas           | Posición |
| ---- | ------------------- | ------------------------- | -------- |
| 2005 | "Extraordinary Way" | Hot Dance Music/Club Play | 4        |
| 2006 | "Face the Music"    | Hot Dance Music/Club Play | 2        |